# Bátori Béla
Bátori Béla (eredeti neve: Biermann Béla; névváltozata: Báthory Béla/Báthori Béla) (Budapest, 1876. november 12. – Budapest, 1934. augusztus 1.) magyar színész, filmrendező, rendezőasszisztens. A korai magyar filmgyártás néhány sikeres filmjében játszott vezető szerepeket.

## Életpályája
Biermann Ádám pálinkagyáros és Beck Antónia fiaként született. Kezdetben színész volt, a magyar némafilmek egyik sztárja. Ezután a Corvin Filmgyár segédrendezője lett, Korda Sándor állandó munkatársaként. Élő lexikon volt, akinek nagy hasznát vették a szereplőválogatáskor: minden színésznek ismerte az életkorát, súlyát, magasságát, lakását, szerepkörét és minden viselt dolgát. Az 1920-as években villamosbaleset érte, ekkor a Corvin Filmgyár örökös tagjainak sorába szerződtette. Élete vége felé sokat betegeskedett, ezért halt meg viszonylag fiatalon. 1929–1930 között a Budapesti Színészek Szövetségének filmosztályán intézőbizottsági tag volt. 1931–1933 között az Országos Filmegyesület választmányi tagja volt.

## Családja
Felesége Bánfalvy (Barabás) Etelka (1879–?) színésznő volt, akitől két gyermeke született, Ernő (1902–?) és Rózsa (1904–?).

## Filmjei
| - Ali rózsáskertje (1913) - Barlanglakók (1915) - Lotti ezredesei (1916) - Maki állást talál (1916) - Monna Vanna (1916) - Szulamit (1916) - Tatárjárás (1917) - A vörös kérdőjel (1918) - Mackó úr kalandjai (1921) | - Ave Caesar! (1919) - Fehér rózsa (1919) - Se ki, se be! (1919) - Yamata (1919) - A 111-es (1919-1920) - Egy dollár (1923) - Magyar rapszódia (1928-1929, Gertler Viktorral, Vincze Bélával és Désán Istvánnal) - Élet, halál, szerelem (1929, Vincze Lászlóval) - A kék bálvány (1931, Vincze Lászlóval) - Hyppolit, a lakáj (1931) - Tavaszi zápor (1932, Vincze Lászlóval és Keleti Mártonnal) |

### Filmrendezőként
- Willy Drill (1922, Lakner Artúrral)

### Felvételvezetőként
- Olavi (1922)
- Pardon, tévedtem! (1933)

### Művészeti vezetőként
- Mária nővér (1928)